# جينيفر هيرموسو
جينيفر "جيني" هيرموسو فوينتيس (مواليد 9 مايو 1990) هي لاعبة كرة قدم إسبانية تلعب لنادي ليجا إم إكس فيمينيل سي إف باتشوكا وللمنتخب الإسباني للسيدات. تلعب في نادي برشلونة. والهداف التاريخي لكل من برشلونة وإسبانيا، وكانت جزءًا من لاعبات منتخب بلادها إسبانيا في بطولة كأس العالم للسيدات 2023، حيث حصلت أيضًا على الكرة الفضية.

## نشأتها
نشأت هيرموسو وهي تلعب كرة الصالات وكرة القدم السباعية، وشاركت في الفرق مع الأولاد طوال معظم شبابها. جينيفر هيرموسو هي حفيدة أنطونيو هيرنانديز، حارس مرمى أتلتيكو مدريد السابق. عندما كانت طفلة، كان يأخذها لمشاهدة مباريات أتلتيكو في ملعب فيسينتي كالديرون. لديها أيضًا أخت أصغر سناً تدعى صوفيا، وهي معروفة بأنها الداعمة الأولى لجيني. كما أنها تلعب كرة القدم في الأكاديمية. بدأت هيرموسو اللعب في أتلتيكو مدريد في سن الثانية عشرة بتشجيع من جدها.

### كأس العالم للسيدات 2023
كانت هيرموسو جزءًا من تشكيلة كأس العالم للسيدات 2023 التي استضافتها أستراليا ونيوزيلندا. سجل هيرموسو هدفين. وفي المباراة الثانية لإسبانيا ضد زامبيا، هذه هي المرة الثانية التي تسجل فيها هدفين في مباراة بكأس العالم. ومناسبة تاريخية بالنسبة لها حيث لعبت مباراتها رقم 100 وسجلت هدفها الخمسين في المباراة. وصلت إسبانيا في نهاية المطاف إلى نهائي كأس العالم، بفوزها على إنجلترا لتفوز باللقب لأول مرة في تاريخها. احتلت هيرموسو المركز الثاني في التصويت على جائزة أفضل لاعب في البطولة، خلف زميلته أيتانا بونماتي، وعليه حصلت على الكرة الفضية.
مباشرة بعد انتهاء المباراة، وجدت هيرموسو نفسها في قلب الجدل عندما قبلها رئيس الاتحاد الملكي الإسباني لكرة القدم، لويس روبياليس أثناء تسليم الميدالية. واجه روبياليس إدانة واسعة النطاق، بما في ذلك من رئيس الوزراء الإسباني بيدرو سانشيز، الذي رفض اعتذار روبياليس الأولي ووصفه بأنه "غير كاف". أصدر الاتحاد الإسباني لكرة القدم بيانًا في البداية. حيث نُقل عن هيرموسو وصفه للقبلة بأنها "لفتة متبادلة عفوية تمامًا". ومع ذلك، أشارت التقارير اللاحقة الصادرة عن ريليفو إلى أن الاتحاد قد نسب هذا البيان خطأً إلى هيرموسو. في 23 أغسطس، بعد ثلاثة أيام من نهائي كأس العالم، أصدر هيرموسو بيانًا مشتركًا مع اتحاد لاعبي كرة القدم الإسبان، يدعو فيه إلى "إجراءات لحماية اللاعبين من الأفعال التي نعتقد أنها غير مقبولة". وقد أيد هذا الموقف لاحقًا من قبل الاتحاد الإسباني لكرة القدم. الاتحاد الدولي للمحترفين، اتحاد اللاعبين العالمي. وفي بيان لاحق، أنكرت هيرموسو صراحة موافقتها على القبلة. وفي إظهار للتضامن، وقع 53 لاعبًا إسبانيًا، بما في ذلك جميع أعضاء منتخب كأس العالم 2023 البالغ عددهم 23، على خطاب يدعم موقف هيرموسو. كما تعهدوا بالامتناع عن اللعب للمنتخب الإسباني حتى يتم إجراء تغييرات في قيادة الاتحاد الإسباني لكرة القدم.

## روابط خارجية
- جينيفر هيرموسو على موقع الاتحاد الدولي (مؤرشف)  (الإنجليزية)
- جينيفر هيرموسو على موقع الاتحاد الأوربي (الإنجليزية)
- جينيفر هيرموسو على موقع بطولة كرة القدم المكسيكية للسيدات (الإسبانية)
- جينيفر هيرموسو على موقع قاعدة بيانات كرة القدم.إي يو (الإنجليزية)
- جينيفر هيرموسو على موقع ليكيب (الفرنسية)
- جينيفر هيرموسو على موقع Soccerway.com (الإنجليزية)
- جينيفر هيرموسو على موقع عالم كرة القدم.نت (الإنجليزية)